# Russen in Oekraïne
Met Russen in Oekraïne (Russisch: Русские на Украине, Oekraïens: Росіяни в Україні) worden de in Oekraïne wonende etnische Russen – of Oekraïners van Russische afkomst – aangeduid. De Russen vormen de grootste minderheid in Oekraïne. In de laatste census van Oekraïne, gehouden in 2001, werden ongeveer 8.334.000 etnische Russen geteld (≈17,3% van de Oekraïense bevolking). 

## Bevolking
De Russische bevolking in Oekraïne nam tussen 1897 en 1939 drastisch toe als gevolg van assimilatie en immigratie, ondanks de hongersnood (Holodomor), meerdere oorlogen en verschillende revoluties. In 1897 woonden er ongeveer 3,8 miljoen Russen op het huidige grondgebied van Oekraïne, hetgeen ongeveer 11% van de bevolking was. Na het Uiteenvallen van de Sovjet-Unie in 1991 is het aantal Russen echter in alle oblasten gedaald, zowel kwantitatief als proportioneel. Zo nam het aantal Russische Oekraïners af van 11,3 miljoen in de census van 1989 naar 8,3 miljoen in 2001, hetgeen resulteert in een afname van 26,6% in 12 jaar tijd. Procentueel daalde het aandeel Russen met vijf procentpunten: van ruim 22% van de Oekraïense bevolking naar ongeveer 17%. De sterkste bevolkingskrimp werd geconstateerd in de oblasten in West-Oekraïne, zoals Oblast Ivano-Frankivsk (−56,3%) en Oblast Lviv (-52,5%). De krimp was het minst sterk in Russischtalige gebieden, waaronder Sevastopol (−8,2%) en de Autonome republiek van de Krim (−11,6%).
De intensieve bevolkingskrimp van de Russen in Oekraïne is het gevolg van verschillende factoren: de meeste Russen woonden in de Sovjettijd in stedelijke centra en werden dus het hardst getroffen door de verslechterde economische situatie van de jaren negentig.  Sommigen kozen ervoor om vanuit Oekraïne te emigreren naar (meestal) Rusland of naar het Westen. Ten slotte verklaarden sommigen van degenen die in de Sovjettijd als Russen werden geteld, zich Oekraïens tijdens de laatste volkstelling. De Russische bevolking wordt daarnaast ook getroffen door denataliteit (laag geboortecijfer gecombineerd met een hoog sterftecijfer), een factor die de hele bevolking van Oekraïne heeft getroffen.
| Jaar | Oekraïense bevolking (totaal) | Russen     | %     |
| ---- | ----------------------------- | ---------- | ----- |
| 1926 | 29.018.187                    | 2.677.166  | 9,2%  |
| 1939 | 30.946.218                    | 4.175.299  | 13,4% |
| 1959 | 41.869.046                    | 7.090.813  | 16,9% |
| 1970 | 47.126.517                    | 9.126.331  | 19,3% |
| 1979 | 49.609.333                    | 10.471.602 | 21,1% |
| 1989 | 51.452.034                    | 11.355.582 | 22,1% |
| 2001 | 48.457.000                    | 8.334.100  | 17,2% |

Onder de Russen in Oekraïne was in de twintigste eeuw een sterke trend van urbanisatie gaande. Van de 2,677 miljoen Russen in 1926, woonden er 1,344 miljoen in steden en 1,333 miljoen op het platteland, oftewel een verhouding van circa 50/50. Het percentage Russen was destijds 9,2% op landelijk niveau, maar varieerde van 5,6% op het platteland tot 25,1% in steden. In 1970 steeg het aantal Russen naar 9,126 miljoen (landelijk: 19,3%), waarvan 7,712 miljoen in steden (85%) en 1,414 miljoen op het platteland (15%). Van de stedelijke bevolking in 1970 was 30% Russisch, terwijl dat onder de plattelandsbevolking slechts 7% was. In 2001 daalde het aantal Russen naar 8,334 miljoen, waarvan inmiddels 7,237 miljoen in steden (87%) en 1,097 miljoen op het platteland (13%). 

### Geografische distributie

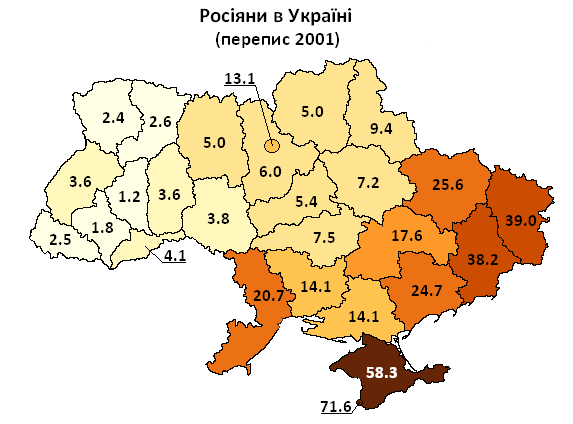
Verspreiding van de Russische Oekraïners per oblast, % (2001)

De Russische bevolking was traditioneel voornamelijk geconcentreerd in de historische regio’s Nieuw-Rusland en Sloboda-Oekraïne - nu beide verdeeld tussen de Russische Federatie en Oekraïne. Tot op heden hebben deze gebieden een grotere Russische bevolking vergeleken met de rest van het land.
Volgens de volkstelling van 2001 vormen de Russen een meerderheid in  Sebastopol (71,6%) en de Autonome Republiek de Krim (58,3%), terwijl ze een grote minderheid van 25% of meer in de meeste oblasten in Oost-Oekraïne vormen. In West-Oekraïne vormen de Russen minder dan 5% van de bevolking.
|                            | Bevolking (totaal) | Russen (aantal) | % (van totaal) | % van alle Russen in Oekraïne |
| -------------------------- | ------------------ | --------------- | -------------- | ----------------------------- |
| Oblast Donetsk             | 4 825 563          | 1 844 399       | 38,2 %         | 22,1 %                        |
| Autonome Republiek de Krim | 2 024 056          | 1 180 441       | 58,3 %         | 14,2 %                        |
| Oblast Loehansk            | 2 540 191          | 991 825         | 39,0 %         | 11,9 %                        |
| Oblast Charkiv             | 2 895 813          | 742 025         | 25,6 %         | 8,9 %                         |
| Oblast Dnjepropetrovsk     | 3 561 224          | 627 531         | 17,6 %         | 7,5 %                         |
| Oblast Odessa              | 2 455 666          | 508 537         | 20,7 %         | 6,1 %                         |
| Oblast Zaporizja           | 1 926 810          | 476 748         | 24,7 %         | 5,7 %                         |
| Kiev                       | 2 566 953          | 337 323         | 13,1 %         | 4,0 %                         |
| Sebastopol                 | 377 153            | 269 953         | 71,6 %         | 3,2 %                         |
| Oblast Mykolajiv           | 1 262 899          | 177 530         | 14,1 %         | 2,1 %                         |
| Oblast Cherson             | 1 172 689          | 165 211         | 14,1 %         | 2,0 %                         |
| Oblast Soemy               | 1 296 763          | 121 655         | 9,4 %          | 1,5 %                         |
| Oblast Poltava             | 1 621 207          | 117 071         | 7,2 %          | 1,4 %                         |
| Oblast Kiev                | 1 821 061          | 109 322         | 6,0 %          | 1,3 %                         |
| Oblast Lviv                | 2 605 956          | 92 565          | 3,6 %          | 1,1 %                         |
| Oblast Kirovohrad          | 1 125 704          | 83 929          | 7,5 %          | 1,0 %                         |
| Oblast Tsjerkasy           | 1 398 313          | 75 577          | 5,4 %          | 0,9 %                         |
| Oblast Zjytomyr            | 1 389 293          | 68 851          | 5,0 %          | 0,8 %                         |
| Oblast Vinnytsja           | 1 763 944          | 67 501          | 3,8 %          | 0,8 %                         |
| Oblast Tsjernihiv          | 1 236 065          | 62 207          | 5,0 %          | 0,7 %                         |
| Oblast Chmelnytsky         | 1 426 649          | 50 686          | 3,6 %          | 0,6 %                         |
| Oblast Tsjernivtsi         | 919 028            | 37 881          | 4,1 %          | 0,5 %                         |
| Oblast Transkarpatië       | 1 254 614          | 30 993          | 2,5 %          | 0,4 %                         |
| Oblast Rivne               | 1 171 445          | 30 129          | 2,6 %          | 0,4 %                         |
| Oblast Wolynië             | 1 057 214          | 25 132          | 2,4 %          | 0,3 %                         |
| Oblast Ivano-Frankivsk     | 1 406 129          | 24 925          | 1,8 %          | 0,3 %                         |
| Oblast Ternopil            | 1 138 500          | 14 194          | 1,2 %          | 0,2 %                         |

### Taal
Het Russisch is de belangrijkste taal van de Russen in Oekraïne; 98,9% van de 8,3 miljoen Russen in Oekraïne was vloeiend in het Russisch, terwijl 96% het als moedertaal sprak. In 2001 verklaarden echter 31 miljoen Oekraïners vloeiend Russisch te spreken (66% van de bevolking), waaronder 98,9% van de Russen, 98% van de Grieken, 95% van de Joden en 93% van de Tataren. Van de etnische Oekraïners sprak 58% vloeiend Russisch. Het Russisch werd het minst gesproken onder de Hongaren (32%), Roemenen (46%) en de Roma (47%).